# 1910-es NHA-szezon
Az 1910-es NHA-szezonban a Montréal Wanderers a nyerte az O’Brien-kupát.

## Alapszakasz

### Tabella
|                          | MSz | Gy | V  | D | SzG | KG  |
| ------------------------ | --- | -- | -- | - | --- | --- |
| Montréal Wanderers       | 12  | 11 | 1  | 0 | 91  | 41  |
| Ottawa Hockey Club       | 12  | 9  | 3  | 0 | 89  | 66  |
| Renfrew Creamery Kings   | 12  | 8  | 3  | 1 | 96  | 54  |
| Cobalt Silver Kings      | 12  | 4  | 8  | 0 | 79  | 104 |
| Haileybury Hockey Club   | 12  | 4  | 8  | 0 | 77  | 83  |
| Montréal Shamrocks       | 12  | 3  | 8  | 1 | 52  | 95  |
| Club Athlétique Canadien | 12  | 2  | 10 | 0 | 59  | 100 |

## Stanley-kupa kihívások

### Ottawa - Edmonton
A szezon folyamán a kupabajnok Ottawát kihívta az edmontoni csapat. A széria két meccsből állt, és a győztes az volt, aki összesítésben több gólt lőtt a két meccsen. Mindkét mérkőzés Ottawában zajlott le.
- 1910. január 18, Ottawa - Edmonton 8:4 (Gordon Roberts 4, Bruce Stewart 2, Marty Walsh 1, Bruce Ridpath 1; Fred Whitcroft 2, Harold Deeton 1, Hay Millar 1)
- 1910. január 20, Ottawa - Edmonton 13:7 (Bruce Stewart 5, Gordon Roberts 3, Bruce Ridpath 3, Marty Walsh 1, Hamby Shore 1; Fred Whitcroft 3, Harold Deeton 2, Bert Boulton 2)

### Montréal Wanderers - Berlin
Mivel Ottawa nyerte meg a Stanley-kupát, az NHA alapszakasz bajnoka, a Montréal Wanderers, átvette Ottawától a kupát. Az ontariói Berlin város jégkorong csapata kihívta a Wandererst a Stanley-kupáért, de a Wanderers könnyen legyőzte a berlinieket.
- 1910. március 12, Montréal Wanderers - Berlin 7:3 (Ernie Russell 4, Harry Hyland 3; Earl Seibert 1, Harvey Corbeau 1, Oren Frood 1)

## Játékosok

### Gólszerzők
| Játékos        | Csapat                                     | MSz | G  | B  |
| -------------- | ------------------------------------------ | --- | -- | -- |
| Newsy Lalonde  | Montréal Canadiens Renfrew Creamery Kings  | 11  | 38 | 56 |
| Ernie Russell  | Montréal Wanderers                         | 12  | 32 | 51 |
| Harry Smith    | Cobalt Silver Kings Haileybury Hockey Club | 12  | 32 | 26 |
| Lester Patrick | Renfrew Creamery Kings                     | 12  | 24 | 25 |
| Harry Hyland   | Montréal Wanderers                         | 11  | 20 | 23 |
| Herb Clarke    | Cobalt Silver Kings                        | 12  | 20 | 27 |
| Horace Gaul    | Haileybury Hockey Club                     | 12  | 20 | 53 |
| Marty Walsh    | Ottawa Senators                            | 11  | 19 | 44 |
| Steve Vair     | Cobalt Silver Kings                        | 12  | 17 | 8  |
| Bruce Ridpath  | Ottawa Senators                            | 12  | 16 | 32 |

### Kapusok mérlege
| Név                | Klub           | MSz | KG  | SO | Átlag |
| ------------------ | -------------- | --- | --- | -- | ----- |
| Billy Nicholson    | Haileybury     | 1   | 3   |    | 3.0   |
| Riley Hern         | Wanderers      | 12  | 41  | 1  | 3.4   |
| Bert Lindsay       | Creamery Kings | 12  | 54  |    | 4.5   |
| Jack Winchester    | Shamrocks      | 5   | 26  |    | 5.2   |
| Percy LeSueur      | Ottawa         | 12  | 66  | 1  | 5.5   |
| Paddy Moran        | Haileybury     | 11  | 80  |    | 7.3   |
| George Broughton   | Shamrocks      | 5   | 43  |    | 8.6   |
| Joseph Cattarinich | Canadien       | 3   | 23  |    | 7.7   |
| Théodore Groulx    | Canadien       | 9   | 77  |    | 8.6   |
| Chief Jones        | Silver Kings   | 12  | 104 |    | 8.7   |
| Baker              | Shamrocks      | 2   | 26  |    | 13.0  |